# Мурашко Василь Опанасович
Мура́шко Васи́ль Опана́сович (18 березня 1894 р., с. Вересоч — 2 березня 1976 р., м. Прага) — військовий льотчик, командир Київського авіаційного загону Повітряного флоту Української Народної Республіки, останній начальник Управління Повітряного Флоту УНР (1921—1922).

## Життєпис
Василь Опанасович народився 18 березня 1894 у родині Опанаса Мурашка та Марії Авраменко в селі Вересоч Ніжинського повіту Чернігівської губернії. Закінчив Чернігівську класичну гімназію, юридичний факультет Київського університету.

### У російській армії
1 травня 1915 року Мурашко закінчив Перше київське військове училище. Під час Першої світової війни — офіцер 70-го піхотного Рязького полку.
У вересні 1915 року в боях між білоруськими селами Косута і Чижевичи, наступаючи в авангарді дивізії, полк оволодів Чижевичами і переслідував ворога більше чотирьох діб. Ряжці здобули багаті трофеї — шість легких гармат і два кулемети. За цей подвиг 18 вересня 1916 року прапорщик Мурашко нагороджений орденом Святого Георгія 4-го ступеня. У 1916 році Ряжський піхотний полк у складі 18-ї дивізії брав участь у наступі Західного фронту. За бій 14 липня 1916 року Мурашко 8 березня 1917 року отримав Георгіївську зброю.
10 липня 1917 року Василь Мурашко закінчив Севастопольську військову авіаційну школу.
Останнє військове звання в російській армії — штабс-капітан.

### На службі Україні

Василь Мурашко в 1922 році

Від 13 вересня 1918 року — старшина 4-го Сердюцького полку Армії Української Держави, від 1 січня 1919-го — помічник інспектора авіації Київського району, від 9 квітня 1919-го — командир Київського авіаційного загону.
20 серпня 1919 року сотник Василь Мурашко був призначений експертом уряду УНР у справі закупівлі авіаційного майна у Німеччині, Чехословаччині та Австрії. Спочатку як експерт з військових закупівель В. О. Мурашко знаходився в Берліні при послі УНР в Німеччині Миколі Порші, потім займав ту ж посаду при української місії в Празі. У Гливицях (нині — місто в Польщі) Мурашко займався розшуками та придбанням для потреб Повітряного флоту УНР нових літаків, здатних долати великі відстані. Восени 1919 року для потреб УНР ним були закуплені кілька літаків у Відні. За іншими даними, в 1919 році він купив чотири літаки в Німеччині, а у 1920 році — ще шість літаків в Італії. Усі десять літаків доставлені до Праги, де Василь Мурашко домовився з чехословацькими владами про їх тимчасове перебування. Пізніше, коли рештки Дієвої армії УНР вирушили у Перший зимовий похід, а відтак коли у багатьох українських урядовців зникла надія на перемогу у Визвольній війні, літаки виявилися непотрібними: Мурашко мусів продати п'ять літаків «Фьонікс» та два «Експреси», придбані на складі фірми «Фьонікс» у Відні, Міністерству народної оборони Чехословаччини.

Літак Zeppelin-Staaken R.XIV в оточенні військовослужбовців 1-го Запорізького авіаційного загону. В кабіні літака сидить начальник Повітряного Флоту УНР.
Кам'янець-Подільський. Серпень 1919 року.

Від 13 серпня 1920 року підполковник Мурашко — виконувач обов'язків начальника Управління Повітряного Флоту УНР. У 1921—1922 роках — начальник Управління Повітряного Флоту. В складних умовах, прагнучи за будь-яку ціну зберегти для можливої подальшої боротьби за державність єдиний що залишився український авіаційний підрозділ, новий начальник Управління Повітряного Флоту навесні 1921 року добився переводу до Бидгоща 1-го Запорозького авіазагону. В цьому місті знаходилась польська авіашкола «Нижча школа пілотів» (пол. Niższa Szkoła Pilotów), при якій врешті-решт інтернований Запорозький авіазагін. Більша частина його особового складу знайшла працю в цій школі.

### На еміграції
Від 1922 року Василь Опанасович мешкав на еміграції у Чехословаччині, де здобув освіту на лісовому відділі Української господарської академії у Подєбрадах (1927). Потому працював лісничим на Закарпатській Україні. Від 1938 року — активний член Союзу гетьманців-державників, був начальником організаційного відділу та заступником керівника союзу в Чехословаччині.
Наприкінці 1937 року поліція Чехословаччини почала розслідування щодо осередку Союзу гетьманців-державників в Ужгороді, який очолював Василь Мурашко. Прорив слідству приніс обшук, вчинений 11 квітня 1938 року у Василя Мурашка вдома та в магазині, «під час якого було вилучено значну кількість письмового матеріалу». 12 квітня поліція заарештувала Мурашка. Протягом кількох днів поліція заарештувала та передала у слідчий ізолятор прокуратури Ужгорода 9 осіб. Усі вони обвинувачувались у тому, що загрожувати Республіці: «об'єднавшись з іноземною монархічною організацією, підступною до Чехословацької республіки і перебували у цій організації протягом багатьох років дотепер». Проте, зважаючи на те, що 16 квітня 1938 року була оголошена амністія Президента Республіки, поліція незабаром, не пізніше 25 квітня, звільнила всіх арештованих. Однак розслідування продовжувалося далі.
1942 року за сприяння Павла Скоропадського відвідав Київ і Лохвицю, де зіткнувся з фактами нацистського терору по відношенню до мирного населення. За кілька днів відкликаний німцями з України.
Повернувшись до Чехословаччини, відмовився від подальшої діяльності в Союзі гетьманців-державників, оскільки організація продовжувала підтримувати тісні стосунки з гітлерівською Німеччиною. Переїхав до Судет, де наприкінці 1944-го — у 1945 роках підтримував чеський антифашистський партизанський рух. Улітку 1945 року заарештований органами СМЕРШ, 9 місяців провів під слідством, але звільнений завдяки наполяганням чеських партизанів.
Після війни мешкав поблизу міста Підмокли у Чехословаччині, пізніше в Празі. Помер у 1976-му на вісімдесят другому році життя.
Нащадки: син — Павло Васильович Мурашко, український дисидент, політичний в'язень; онук — Тарас Павлович Мурашко, словацький та український поет, прозаїк, публіцист; правнук — Олександр Тарасович Мурашко. Всі жувуть у Празі.